# Selaginella haematodes
Selaginella haematodes är en mosslummerväxtart som först beskrevs av Kze., och fick sitt nu gällande namn av Antoine Frédéric Spring. Selaginella haematodes ingår i släktet mosslumrar, och familjen mosslummerväxter. Inga underarter finns listade i Catalogue of Life.